# 盛岡てがみ館
盛岡てがみ館（もりおかてがみかん）は、岩手県盛岡市にある博物館。盛岡にゆかりのある著名人やこれらの者にまつわる人々の書簡、日記及び原稿といった資料の収集、保存及び展示を行うとともに、資料の調査研究を行っている。

## 概要
1973年に亡くなった吉田孤羊は、石川啄木の研究者として知られる一方、文人や歌人らの書簡や原稿を数多く収集しており、その数は700点以上にも及んでいた。1993年、吉田孤羊の妻ミチや盛岡市民有志の盛岡手紙館準備会は、これらの収集品のほか、著名作家らの書簡や直筆原稿を加えた9,465点にも及ぶ資料を盛岡市に寄贈した。盛岡市は、1995年に策定した「第三次盛岡市総合計画」の中で、これらの資料を研究及び展示する盛岡てがみ館整備事業を推進し、2000年6月1日に市内中ノ橋通に新設された複合施設「プラザおでって」6階に「盛岡てがみ館」がオープンした。なお、プラザおでっての場所は、1984年まで盛岡郵便局（1987年に盛岡中央郵便局に改称）が建っていた場所であり、「てがみ館」という名称もその影響を受けている。
収蔵資料は、開館前の1998年末の時点で11,405点、開館後の2005年12月時点で約45,000点となっている。

## 展示内容
主に、近代以降の文人による書簡や原稿、日記を中心に、3～4ヶ月程度の企画展形式で入れ替え展示を行っている。岩手県にゆかりのある人物がテーマになることが多いが、必ずしも作家や文化人に留まらず、一般市民による書簡が展示されることもある。開館時に行われた第1回企画展は「てがみにみる二十世紀の人々 -知られざる先人の素顔-」であった。また、展示室の一部には、常設展示スペースがあり、金田一京助、後藤新平及び宮沢賢治の書簡などが展示されている。
このほか、展示室内のギャラリートークや、プラザおでって内の会議室等でワークショップが行われている。

## 入館者の推移
各年度の入館者数（有料入館者と無料入館者の合計）は以下のとおり。
| 2000年度 | 2001年度 | 2002年度 | 2003年度 | 2004年度 |
| -------- | -------- | -------- | -------- | -------- |
| 7,985人  | 3,575人  | 6,057人  | 6,524人  | 4,619人  |
| 2005年度 | 2006年度 | 2007年度 | 2008年度 | 2009年度 |
| 6,767人  | 9,141人  | 7,282人  | 7,499人  | 6,352人  |
| 2010年度 | 2011年度 | 2012年度 | 2013年度 | 2014年度 |
| 5,169人  | 3,539人  | 4,110人  | 3,899人  | 5,400人  |
| 2015年度 | 2016年度 | 2017年度 |          |          |
| 6,242人  | 5,310人  | 5,993人  |          |          |

## 歴代館長
- 佐々木和夫
- 八木橋哲男
- 田鎖壽夫
- 古水一雄
- 川村敏明
- 佐藤恭孝
- 磯田望
- 平政光

## 利用案内
- 開館時間：午前9時から午後6時まで（入館は午後5時30分まで）
- 休館日：毎月第2火曜日（第2火曜日が祝日の場合は、その翌日が休館）、年末年始（毎年12月29日から翌年1月3日）及び展示資料入替期間（不定期）

## 入館料
- 一般：200円（20名以上の団体は160円）
- 高校生：100円（20名以上の団体は80円）
- 中学生以下：無料
- 盛岡市内に住所を有する65歳以上の者：無料

### 共通入館券
盛岡市先人記念館、原敬記念館、石川啄木記念館、盛岡市子ども科学館、盛岡市遺跡の学び館、もりおか歴史文化館及び当館の7施設において、「共通入館券
」を発売している。発行後1年間、7館のうち好きな4施設に入館できる「4館共通入館券」が650円、同じく好きな2施設に入館できる「2館共通入館券」が350円で、各施設で発売されている。

## アクセス
- JR東日本・IGRいわて銀河鉄道盛岡駅からバス、盛岡バスセンター下車徒歩3分